# Henning Svensson

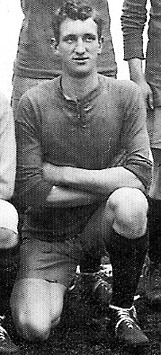
Henning Svensson (1915)

Karl Olof Henning Svensson (* 13. Oktober 1891 in Partille; † 23. Januar 1979 ebenda) war ein schwedischer Fußballspieler und -trainer.

## Laufbahn
Svensson spielte für IFK Göteborg. 1910 und 1918 gewann er mit dem Klub die schwedische Meisterschaft.
Zwischen 1912 und 1923 absolvierte Svensson 20 Länderspiele für die schwedische Nationalmannschaft. Als Ersatzspieler gehörte er bei den Olympischen Spielen 1912 zum Kader der schwedischen Auswahl.
Nach Ende seiner aktiven Laufbahn wurde Svensson 1924 Trainer und betreute mehrere Klubs wie seinen Stammverein IFK Göteborg und Falkenbergs FF.